# Lupta de la Șeragul și Kuitun
Lupta de la Șeragul și Kuitun a reprezentat o acțiune militară de luptă defensivă de nivel tactic care a opus, în zilele de 3 și 4 februarie 1920, în timpul Intervenției aliaților în Războiul Civil Rus, pe de o parte, trupe ale Legiunii Române din Siberia, alături de efective ale Legiunii Cehoslovace, și, de cealaltă parte, unități atacatoare ale Armatei Roșii. Arealul geografic în care lupta s-a desfășurat a fost reprezentat de zona proprie și limitrofă a gărilor Șeragul și Kuitun aflate pe traseul căii ferate transsiberiene, iar  rezultatul a fost reprezentat de un insucces al acțiunii trupelor ruse atacatoare și de un succes pentru militarii români aflați într-un context defensiv dificil, determinat de retragerea precipitată și neanunțată a unor unități cehoslovace și, în consecință, de atacarea unităților românești prin surprindere.
Ca efect al câștigării luptei defensive, retragerea ariergărzii reprezentate de trupele române spre Zima și, respectiv, spre Vladivostok a putut fi continuată metodic și organizat și a fost unul dintre factorii care au dus, ulterior, la valorificarea posibilității de încheiere a unui armistițiu pe plan local între trupele Armatei a 5-a Ruse și Legiunea Cehoslovacă, cu includerea în acesta a trupelor române ale Legiunii.

## Context geografic, militar și politic
La începutul lunii ianuarie a anului 1920 situația pe teren pentru Legiunile Cehoslovacă și cea a Voluntarilor Români era, în regiunea Irkutsk, critică. Dinspre vest înainta avangarda Armatei Roșii (Armata a 5-a), iar spre est  faptul că în Irkutsk controlul politic aparținea unei facțiuni socialiste (de stânga)⁠(d) amenința retragerea spre Vladivostok. În aceste condiții, trupele cehoslovace, pentru a-și asigura trecerea și securizarea zonei critice a tunelurilor din jurul lacului Baikal, l-au cedat autorităților din Irkutsk,  la 15 ianuarie, pe amiralul Kolceak, pe care îl aveau în custodie.
La 19 ianuarie 1920 Legiunea Română s-a putut îmbarca în trenuri, pornind să se retragă lent, spre est. La 21 ianuarie însă, în Irkutsk, controlul a fost preluat de un Comitet Revoluționar Bolșevic, iar la Nijneudinsk, Legiunea iugoslavă a fost distrusă de Armata Roșie și trupele cehoslovace nu au intervenit, retrăgându-se pe calea ferată. Aflate în ofensivă, trupele Armatei a 5-a Ruse au solicitat cooperarea camarazilor lor din Irkutsk, însă, dinspre est, orașul ajunsese între timp amenințat de presiunea trupelor generalului Vladimir Kappel)⁠(d)
Acesta, fidel amiralului Kolceak, inițiase un atac antibolșevic dus cu restul trupelor albe care mai rămăseseră, iar după moartea sa în cursul acțiunii, aceasta a fost continuată și s-a dezvoltat favorabil spre vest, inclusiv cu ajutorul trupelor cehoslovace, amenințând prin aceasta stăpânirea bolșevică asupra orașului.

## Preludiul și ordinea de bătaie

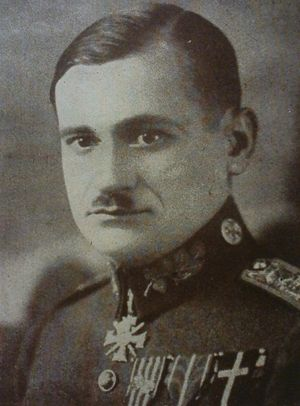
Generalul Lev Prchala, comandantul Diviziei a 3-a Cehoslovace

La 3 februarie, în gara Șeragul se aflau concentrate Batalionul II „Mărășești” împreună cu trenul său blindat cu același nume, Escadronul de Lăncieri, un detașament de distrugere care aparținea Companiei de Pioneri și trenul blindat cehoslovac „Kurganetz”. Mai spre est. în gara Kuitun, se afla restul trupelor. În sector, trupele cehoslovace aparțineau Diviziei a 3-a, comandate de generalul Lev Prchala.
La 3 februarie, avangarda bolșevică - în compunerea căreia intrau 2 regimente (total 6 batalioane cu un efectiv de 3.000 de militari) de infanterie, 3 escadroane de cavalerie, artilerie și 1 batalion de căi ferate cu 2 trenuri blindate, din Diviziile 27 și 30 ale Armatei a 5-a – a ajuns la câțiva kilometri spre vest de trupele române și cehoslovace, în gara Azei. În sudul căii ferate, aliații româno-cehoslovaci au amplasat avanposturi de pază pentru a preveni un atac din această parte, iar în nord 1 batalion din Regimentul 12 Infanterie Cehoslovac, pentru a apăra drumul de legătură cu Moscova.
Spre vest a fost trimisă o patrulă de lăncieri români în recunoaștere, dar aceștia, în condițiile înaintării avansate a dispozitivului rus, au fost lichidați sau capturați, după ce s-au împotmolit în troiene. Refuzând să comunice informații militare inamicului, cei capturați au fost uciși.

## Lupta

### 3 ianuarie
În noaptea de 3 spre 4 februarie 1920, dinspre nord-vest, o brigadă a Armatei Roșii a atacat flancul drept al dispozitivului româno-cehoslovac, la Traktovaia. Luat prin surprindere, batalionul ceh s-au retras, lăsând flancul descoperit, fără a-și anunța aliații.
Înaintând spre gara Șeragul, rușii au putut, astfel, ataca prin surprindere pe români, care dormeau în vagoane. Deși surprinși, pe un ger de - 40 de grade, românii au ieșit din vagoane și au constituit un front de apărare întărit de troienele de zăpadă înghețată – care au servit pe post de tranșee, contraatacând decisiv dinspre sud de calea ferată cu companiile din avanposturi și cu restul detașamentului de lăncieri. Din trenul blindat „Mărășești” s-a executat foc de bombardament spre pozițiile inamice de la Troitskaia – aflate la jumătatea drumului dintre Șeragul și Traktovaia, pentru a fi împiedicată sosirea rezervelor ruse.
Respinși, rușii s-au retras spre Traktovaia, urmăriți de români, care i-au scos din sat spre șoseaua Moscovei. 8 morți și 8 grav răniți au reprezentat prețul atacului rus, pentru români.

### 4 ianuarie
În dimineața zilei de 4 ianuarie, după aruncarea în aer a gării Șeragul, eșaloanele român și cehoslovac și-au reluat înaintarea spre est, retrăgându-se spre Zima.

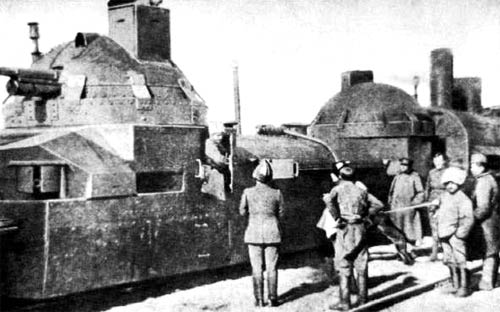
Imagine parțială a unui tren blindat cehoslovac în Rusia

În aceeași zi, o  nouă încercare a trupelor bolșevice de a încercui Legiunea Română la Kuitun s-a soldat cu un nou insucces. Aici, intrând în acțiune, tunurile și mitralierele din dotarea trenurilor blindate „Horia”, „Mărășești” și „Kurganetz” au avut un rol decisiv.
„Neluând în seamă situația foarte complicată care s-a creat prin faptul că o unitate aliată fără prevenire a părăsit poziția de pe flancul drept al ordinii de luptă ... în acțiuni de noapte, unitățile de mai sus și-au îndeplinit tema de luptă dată lor, ireproșabil și cauzând bolșevicilor pierderi foarte serioase, în deplină ordine s-au întors în eșaloane, la gara Kuitun, unde din nou au avut parte de luptă.”—Colonel Eduard Kadlec – Ordin de zi pe unitate emis pe data de 4 februarie 1920

## Consecințe
Ca efect al câștigării defensivei, retragerea s-a putut continua metodic, românii aflați în ariergardă aruncând gările în aer, distrugând rezervoarele de apă din gări, minând pădurea de la marginea șinelor, doborând stâlpii de telegraf și tăind firele acestora. Astfel, în situația favorabilă creată în acel moment, ofertele de armistițiu venite din partea rușilor au fost declinate de români, pe motiv că aceștia se află ca parte integrantă a unui efort de război superior.
„Legiunea Română de Voluntari Transilvăneni-Bucovineni este parte integrantă a Armatei Regale Române, cu care, după cum știm, sunteți în stare de război. În această situație, noi, aici în Siberia, nu vrem să jignim trupele românești, cari luptă pe linia Nistrului! Adresați-vă pentru armistițiu cehoslovacilor !”—Colonel Eduard Kadlec – Comunicat remis trupelor bolșevice pe data de 4 februarie 1920
Câștigarea luptei defensive de către trupele române de ariergardă a fost, însă, unul dintre factori care au dus, ulterior, la valorificarea posibilității de încheiere a unui armistițiu pe plan local. Acesta a fost consemnat, la 7 februarie 1920, de către plenipotențiarii Armatei a 5-a ruse și cei ai Legiunii Cehoslovace, cu includerea în acesta a trupelor române.

## Controverse și neclarități
Unitățile avangardei Armatei Roșii sunt menționate de către Constantin Kirițescu ca fiind semnificativ mai reduse, anume „3 batalioane, câteva grupuri de călăreți și două tunuri”,